# Кордеро, Родриго
Родриго Антонио Кордеро Солано (исп. Rodrigo Antonio Cordero Solano; род. 4 декабря 1973) — коста-риканский футболист, выступавший на позиции полузащитника за сборную Коста-Рики и ряд коста-риканских клубов.

## Клубная карьера
Родриго Кордеро начинал свою карьеру футболиста в коста-риканском клубе «Мунисипаль Пурискаль» в 1994 году во Втором дивизионе. В 1995 году он перешёл в «Алахуэленсе», с которым в 1997 году стал чемпионом Коста-Рики. Впоследствии Кордеро сменил целый ряд коста-риканских команд: «Кармелита», «Эредиано», «Брухас», «Картахинес», «Перес-Селедон», «Пунтаренас» и «Рамоненсе». Заканчивал он свою игровую карьеру в 2010 году в клубе Второго дивизиона «Баррио Мехико».

## Карьера в сборной
21 июня 2000 года Родриго Кордеро дебютировал за сборную Коста-Рики, выйдя на замену в гостевом товарищеском матче против команды Парагвая. 28 февраля 2001 года он забил свой первый и единственный гол за Коста-Рику, сравняв счёт на четвёртой добавленной минуте домашней игры с Гондурасом, проходившей в рамках отборочного турнира чемпионата мира 2002.
На Кубке Америки 2001 в Колумбии Родриго Кордеро провёл три матча: группового этапа с Гондурасом и Боливией, а также четвертьфинала с Уругваем.
Родриго Кордеро был включён в состав сборной Коста-Рики на чемпионат мира по футболу 2002 года в Японии и Южной Корее, но на поле в рамках первенства так и не вышел.

## Достижения
«Алахуэленсе»
- Чемпион Коста-Рики: 1996/97